# Bras-d'Asse

Bras-d'Asse este o comună în departamentul Alpes-de-Haute-Provence din sud-estul Franței. În 1 ianuarie 2022 avea o populație de 559 de locuitori.